# بيتي سار
بيتي آيرين سار (مواليد 3 يوليو، 1926) هي فنانة أمريكية من أصل أفريقي اشتهرت بعملها في مجال التركيب الفني. سار هي راوية قصص بصرية وصانعة مطبوعات فنية بارعة. كانت سار جزءًا من حركة الفنون السوداء في سبعينيات القرن العشرين، التي ساهمت في نسج الأساطير والصور النمطية حول العرق والأنوثة. تعتبر أعمالها سياسية إلى حد كبير، لأنها تحدت الأفكار السلبية عن الأمريكيين من أصل أفريقي طوال مسيرتها المهنية؛ اشتهرت سار بعملها الفني الذي تنتقد فيه العنصرية الأمريكية تجاه السود.

## حياتها الشخصية
ولدت بيتي سار باسم بيتي آيرين براون بتاريخ 30 يوليو، 1926، لوالدها جيفرسون ميز براون ووالدتها بيتريك ليليان بارسون في لوس أنجلس، كاليفورنيا. التحق كلا والديها بجامعة كاليفورنيا، لوس أنجلس، حيث التقيا هناك. أمضت سار سنوات حياتها الأولى في لوس أنجلس. انتقلت سار بعد وفاة والدها في عام 1930، مع والدتها وشقيقتها وشقيقها للعيش مع جدتها من جهة والدها، آيرين هانا ميز في حي واتس في لوس أنجلس. انتقلت العائلة بعدها إلى باسادينا، كاليفورنيا، لتعيش مع خالة سار الكبرى من جهة الأم هات بارسون كيز وزوجها روبرت إيه كيز.
جمعت سار أثناء نشأتها أغراض متنوعة مؤقتة الاستخدام وقامت بشكل منتظم بصنع الأشياء وإصلاحها. بدأت تعليمها الجامعي في صفوف الفنون في جامعة مدينة باسادينا وتابعته في جامعة كاليفورنيا، لوس أنجلس، بعد حصولها على منحة رسوم دراسية من منظمة جمعت التمويل بغرض إرسال طلاب الأقليات إلى الجامعات. حصلت سار على بكالوريوس في التصميم عام 1947. تابعت لتكمل دراستها العليا في جامعة كاليفورنيا الحكومية في لونغ بيتش وجامعة كاليفورنيا الجنوبية، وجامعة كاليفورنيا، نورث ريدج، وفي معهد الفيلم الأمريكي. تزوجت أثناء وجودها في كلية الدراسات العليا ريتشارد سار، وأنجبت منه ثلاث بنات هن: تريسي، وأليسون وليزلي سار.

## مسيرتها المهنية الفنية

### أعمالها الأولى
بدأت سار حياتها كأخصائية اجتماعية ثم تابعت فيما بعد شغفها بالفن. بدأت دراستها العليا في عام 1958، وعملت في الأصل من أجل الحصول على مهنة في تعليم التصميم. مع ذلك، غير أحد صفوف الطباعة الفنية التي شاركت فيها بشكل اختياري اتجاه اهتماماتها الفنية. وصفت الطباعة الفنية بأنها «نقلة تدريجية من التصميم إلى الفنون الجميلة».
جمعت سار في أعمالها الأولى صورًا عنصرية واستمرت بذلك طوال حياتها المهنية. شكل معرض النحات جوزيف كورنيل في عام 1967 إلهامًا لها لإنشاء تراكيب فنية. تأثرت أيضًا بشكل كبير بأبراج واتس التي بناها سيمون روديا، والتي شهدت بناءها عندما كانت صغيرة. قالت سار إنها «انذهلت بالمواد التي استخدمها سيمون روديا، الأطباق المكسورة، صدف البحر، والأدوات الصدئة وحتى أكواز الذرة- كلها مضغوطة في الأسمنت لصنع أبراج. كانت ساحرة بالنسبة لي».
ذكرت سار في مقابلات التاريخ الشفوية أن رؤيتها لمجموعة واسعة من الفن الإفريقي والمحيطي والمصري أثناء زيارتها للمتحف الميداني في شيكاغو كانت «خطوة مهمة في تطوري كفنانة... كان لديهم غرف كثيرة لتلك الفنون. لم أرَ هذه الكمية من قبل». وبشكل خاص وجدت رداء زعيم أفريقي ذا أهمية ومعنى.
بدأت تبتكر أعمالها التي تتألف من أشياء تم العثور عليها يتم تنظيمها داخل صناديق أو نوافذ، مع عناصر مستمدة من ثقافات متنوعة لتعكس من خلالها أصولها المختلطة: أمريكية من أصل أفريقي، وإيرلندية وأمريكية أصلية.